# Список прем'єр-міністрів Гаїті
Прем'єр-міністр Гаїті є главою уряду Гаїті. Прем'єр-міністра призначає президент та затверджують Національні збори. Він призначає міністрів і державних секретарів, подає їх на розгляд Національних зборів. Прем'єр-міністр забезпечує дотримання законів та, разом із президентом, відповідальний за національну оборону.

## Список прем'єр-міністрів Гаїті
- Мартіаль Селестен (9 лютого 1988 — 20 червня 1988)
- Посаду скасовано (20 червня 1988 — 13 лютого 1991)
- Рене Преваль (13 лютого 1991 — 11 жовтня 1991)
- Жан-Жак Онора (11 жовтня 1991 — 19 червня 1992) (в.о.)
- Марк Луї Базен (19 червня 1992 — 30 серпня 1993)
- Робер Мальваль (30 серпня 1993 — 8 листопада 1994)
- Смарк Мішель (8 листопада 1994 — 7 листопада 1995)
- Клодетт Верле (7 листопада 1995 — 27 лютого 1996)
- Росні Смарт (27 лютого 1996 — 20 жовтня 1997)
- Посада вакантна (21 жовтня 1997 — 26 березня 1999)
- Жак-Едуар Алексіс (26 березня 1999 — 2 березня 2001)
- Жан Марі Шересталь (2 березня 2001 — 15 березня 2002)
- Івон Нептун (15 березня 2002 — 12 березня 2004)
- Жерар Латортю (12 березня 2004 — 9 червня 2006)
- Анрі Базен (23 травня 2006 — 9 червня 2006) (в.о.)
- Жак-Едуар Алексіс (9 червня 2006 — 5 вересня 2008)
- Мішель П'єр-Луї (5 вересня 2008 — 8 листопада 2009)
- Жан-Макс Бельрів (8 листопада 2009 — 18 жовтня 2011)
- Гаррі Коніль (18 жовтня 2011 — 16 травня 2012)
- Лоран Ламот (16 травня 2012 — 14 грудня 2014)
- Флоренс Д'юперваль Гійом (20 грудня 2014 — 16 січня 2015) (в.о.)
- Еванс Поль (16 січня 2015 — 26 лютого 2016)
- Фріц Жан (26 лютого 2016 — 26 березня 2016)
- Енекс Жан-Шарль (26 березня 2016 — 21 березня 2017)
- Джек Гай Лафонтен (з 21 березня 2017)
- Клод Джозеф (з 14 квітня 2021 до 20 липня 2021) (в.о.)
- Арієль Анрі (з 20 липня 2021 до 24 квітня 2024) (в.о.)
- Мішель Патрік Буавер (з 24 квітня 2024 до 3 червня 2024) (в.о.)
- Гаррі Коніль (з 3 червня 2024)